# Cyanzarwe
Cyanzarwe (Kinyarwanda Umurenge wa Cyanzarwe) ist einer von zwölf Sektoren im Distrikt Rubavu in der Westprovinz von Ruanda.

## Geographie
Cyanzarwe hat eine Fläche von 34,8 km². Der Sektor grenzt im Nordosten Busasamana, im Nordosten Mudende, im Osten Kanzenze, im Südosten Nyakiriba, im Süden Rubavu und im Nordwesten an die Demokratische Republik Kongo. Der Sektor unterteilt sich in die acht Zellen Busigari, Cyanzarwe, Gora, Kinyanzovu, Makurizo, Rwangara, Rwanzekuma und Ryabizige.

## Bevölkerung
Nach Stand der Volkszählung von 2022 liegt die Einwohnerzahl bei 38.977. Zehn Jahre zuvor waren es 29.615, was einem jährlichen Bevölkerungszuwachs von 2,8 Prozent zwischen 2012 und 2022 entspricht.

## Verkehr
Durch den Sektor verläuft etwa in Nord-Süd-Richtung die Nationalstraße 18. Von dieser geht eine District Road nach Südosten ab.